# Jean Frédéric Théodore Maurice
Pour les articles homonymes, voir Maurice.
Jean Frédéric Théodore Maurice, né le 13 octobre 1775 à Genève et mort le 17 avril 1851 à Genève, est un mathématicien suisse, proche de Laplace et, pendant les années d'annexion de Genève à la France, haut fonctionnaire français, préfet de la Creuse et de la Dordogne. 

## Biographie
Jean Frédéric Théodore Maurice est originaire d'une famille protestante réfugiée de la Provence en Suisse. Il est le fils de Frédéric-Guillaume Maurice (1750-1826), agronome, maire de Genève à l’époque du département du Léman et le frère de George Maurice, professeur de physique générale.   
Il se forme à Genève en astronomie, mathématiques et physique auprès de Marc-Auguste Pictet, ami de son père. En 1794, à 19 ans, il part à Paris, pour suivre les cours de l'astronome Jérôme Lalande. Il y fait la rencontre des mathématiciens les plus célèbres de l'époque : Lagrange, Legendre, Laplace et pendant un voyage en Angleterre il rencontre aussi l'astronome William Herschel.
Théodore Maurice devient un proche de Laplace. Ils ont de longues discussions, pas seulement sur les mathématiques, mais surtout pendant les dernières années de Laplace aussi sur la religion et Dieu,.  
En 1798, il retourne à Genève où il est nommé professeur honoraire de mécanique analytique à l'Académie de Genève et où il se marie avec Nancy Diodati. Le couple aura un fils et trois filles. 
Genève est en 1798 annexé par la France. En 1801, Théodore Maurice, un fidèle de Napoléon comme son mentor Laplace, devient examinateur d'admission à l'École polytechnique à Paris et en 1806, il entre dans l'administration civile comme auditeur au Conseil d'État. En 1807, il est nommé préfet de la Creuse, en 1810, préfet de la Dordogne et en 1814, maître des requêtes au Conseil d'État. En 1820, il perd à cause de ses idées libérales sa nomination de maître des requêtes et il quitte la vie publique. Après la Révolution de 1830, il se retire dans sa ville natale Genève. Il a eu Genève toujours à cœur et il est « considéré comme un véritable ambassadeur pour Genève ». 
Il a publié sur les mathématiques et les mathématiciens surtout dans la Bibliothèque britannique, périodique fondé en 1796 par son père Frédéric-Guillaume Maurice avec les frères Marc-Auguste Pictet et Charles Pictet et renommé en 1816 Bibliothèque universelle.

## Œuvres
- 1801 : Sur l'intégrale d'une formule irrationelle
- 1832 : Précis des démonstrations principales de Fourier, rélatives à la loi mathématique du rayonnement de la chaleur.
- 1842 : « De l'invariabilité des grands axes et des moyens mouvements des planètes en tenant compte de tous les ordres des forces pertubatrices », Comptes rendus hebdomadaires des séances de l'Académie des sciences[8], p. 328 et s.
- 1844 : Mémoire sur la variation des constantes arbitraires, comme l'ont établie dans sa généralité les Mémoires de Lagrange et Poisson de 1808 et de 1809

## Honneurs
- Baron de l'Empire en 1810
- Membre de l'ordre de la Réunion en 1813
- Chevalier de la Légion d'honneur en 1814
- Officier de la Légion d'honneur en 1820

## Héraldique
| Blason à dessiner | Écartelé : au 1er, d’azur à deux étoiles d’or à six rais d’argent, rangées en fasce ; au 2e des barons tirés du conseil d’État ; au 3e, d’or à la tête de maure de sable, tortillée d’argent ; au 4e, d’argent aux serres ailées d’aigle, tenant une clef en fasce, de tout de sable. Le « des barons tirés du conseil d’État » est échiqueté de gueules et d’or. Pour le 3e : il s’agit d’armes parlantes : maure/Maurice. Le 4e rappelle les armes de Genève. |

## liens externes
- « Maurice, Jean-Frédéric » dans le Dictionnaire historique de la Suisse en ligne.